# Willem Alberda van Ekenstein (1858-1937)
Willem Alberda van Ekenstein (Groningen, 28 maart 1858 – Marum, 10 mei 1937) was een Nederlands scheikundige.

## Biografie
Alberda van Ekenstein werd geboren in Groningen als zoon van Eiso de Wendt Alberda van Ekenstein en Anna Catherina Woldringh. Hij studeerde van 1876 tot 1879 scheikunde aan de Technische Universiteit Delft. Later was hij werkzaam aan de Universiteit van Amsterdam, de Rijksuniversiteit Groningen en het Nederlandse Rijkslaboratorium voor suikeronderzoek in Amsterdam. In 1904 werd hij benoemd tot directeur van dit instituut. Vanaf 1895 werkte hij samen met Cornelis Adriaan Lobry van Troostenburg de Bruyn en ontdekten ze de Lobry de Bruyn-Alberda van Ekenstein-transformatie, een base-gekatalyseerde aldose-ketose-isomerisatie in de suikerchemie.